# Memoriał Jana Ciszewskiego 2012
Memoriał im. Jana Ciszewskiego 2012 - 24. edycja turnieju żużlowego poświęconego pamięci znanego polskiego komentatora sportowego Jana Ciszewskiego, który odbył się 19 maja 2012 roku. Turniej wygrał Nicki Pedersen.

## Wyniki
- Stadion Miejski (Rybnik), 19 maja 2012

| Msc. | Zawodnik            | Klub         | Pkt      |               |  |
| ---- | ------------------- | ------------ | -------- | ------------- |  |
| 1    | Nicki Pedersen      | Dania        | 15+2+3   | (3,3,3,3,3)   |  |
| 2    | Sebastian Ułamek    | Wrocław      | 11+2+2   | (2,0,3,3,3)   |  |
| 3    | Fredrik Lindgren    | Szwecja      | 13+3+1   | (1,0,3,3,2)   |  |
| 4    | Dawid Stachyra      | Lublin       | 12+3+wsu | (3,1,3,2,3)   |  |
| 5    | Patryk Dudek        | Zielona Góra | 13+u3    | (3,3,2,3,2)   |  |
| 6    | Grzegorz Walasek    | Rzeszów      | 10+d4    | (3,2,1,1,3)   |  |
| 7    | Tomasz Gapiński     | Bydgoszcz    | 8+1      | (2,3,1,1,1)   |  |
| 8    | Adrian Miedziński   | Toruń        | 7+1      | (0,3,2,2,dst) |  |
| 9    | Roman Povazhny      | Rosja        | 7        | (1,1,2,2,1)   |  |
| 10   | Rune Holta          | Norwegia     | 6        | (2,2,1,0,1)   |  |
| 11   | Peter Ljung         | Szwecja      | 5        | (1,2,0,d3,2)  |  |
| 12   | Grzegorz Zengota    | Częstochowa  | 4        | (0,0,d4,2,2)  |  |
| 13   | Tomasz Chrzanowski  | Gdańsk       | 4        | (2,1,0,0,1)   |  |
| 14   | Zbigniew Czerwiński | Toruń        | 4        | (0,2,1,1,u4)  |  |
| 15   | Rafał Szombierski   | Częstochowa  | 3        | (0,1,2,d4,d4) |  |
| 16   | Bartosz Szymura     | Rybnik       | 1        | (1,0)         |  |
| 17   | Davey Watt          | Australia    | 1        | (1,0,0)       |  |